# Elsemarie Bjellqvist
Elsemarie Ingegärd Bjellqvist, född 4 januari 1944 i Kristine församling i Falun, är en svensk politiker (socialdemokrat). Hon var riksdagsledamot 2019 och 2021–2022 (ordinarie ledamot 7 juni–26 september 2022, tjänstgörande statsrådsersättare 2019, 2021–2022 och efter valet 2022), invald för Stockholms kommuns valkrets.
Bjellqvist kandiderade i riksdagsvalen 2018 och 2022, och blev ersättare. Hon var tjänstgörande statsrådsersättare för Anders Ygeman under perioderna 15 juli–5 september 2019, 1 februari–6 juni 2022 och 26 september–18 oktober 2022 samt tjänstgörande statsrådsersättare för Annika Strandhäll under perioderna 5 september–1 oktober 2019 och 30 november 2021–31 januari 2022. Bjellqvist utsågs till ny ordinarie riksdagsledamot från och med 7 juni 2022 sedan Dag Larsson avsagt sig uppdraget; hon förblev ordinarie riksdagsledamot till valet 2022.
I riksdagen var Bjellqvist ledamot i socialförsäkringsutskottet 2022 och dessförinnan suppleant i samma utskott. Hon var även varit extra suppleant i justitieutskottet och utbildningsutskottet.